# Comuna Melinești, Dolj
Melinești este o comună în județul Dolj, Oltenia, România, formată din satele Bodăiești, Bodăieștii de Sus, Godeni, Melinești (reședința), Muierușu, Negoiești, Odoleni, Ohaba, Ploștina, Popești, Spineni, Valea Mare și Valea Muierii de Jos.
Liceul Alexandru Macedonski, spitalul,biblioteca și alte instituții ale comunei fac din Melinești cel mai important pol de atracție din Valea Amaradiei; fostă reședință a raionului Amaradia la jumătatea secolului al XX-lea.
Aflat în nordul județului Dolj, satul a fost cunoscut în trecut pentru industria împletiturilor și produselor din răchită, olărit, agricultură (cereale, viticultură, pomicultură și legumicultură, apicultură).
Obiectivele de interes din localitate sunt cele șapte biserici; Rezervația forestieră Pădurea Boierească (situată la limita cu comuna Fărcașu); Conacul Brăiloiu; Moșia Jean Mihail, două rezervații arheologice: așezarea romană de la Godeni "La Pleașa" sec. II-III, așezarea din epoca bronzului de la Godeni "Piscul cu Jidovi".

## Demografie
Componența etnică a comunei Melinești
     Români (86,67%)
     Romi (1,09%)
     Alte etnii (12,24%)
Componența confesională a comunei Melinești
     Ortodocși (85,52%)
     Penticostali (1%)
     Alte religii (0,88%)
     Necunoscută (12,6%)
Conform recensământului efectuat în 2021, populația comunei Melinești se ridică la 3.390 de locuitori, în scădere față de recensământul anterior din 2011, când fuseseră înregistrați 3.890 de locuitori. Majoritatea locuitorilor sunt români (86,67%), cu o minoritate de romi (1,09%). Din punct de vedere confesional, majoritatea locuitorilor sunt ortodocși (85,52%), cu o minoritate de penticostali (1%), iar pentru 12,6% nu se cunoaște apartenența confesională.

## Politică și administrație
Comuna Melinești este administrată de un primar și un consiliu local compus din 13 consilieri. Primarul, Ana Ceană[*], de la Partidul Social Democrat, este în funcție din 2008. Începând cu alegerile locale din 2024, consiliul local are următoarea componență pe partide politice:
|  | Partid                          | Consilieri | Componența Consiliului | Componența Consiliului | Componența Consiliului | Componența Consiliului | Componența Consiliului | Componența Consiliului |
|  | ------------------------------- | ---------- | ---------------------- | ---------------------- | ---------------------- | ---------------------- | ---------------------- | ---------------------- |
|  | Partidul Social Democrat        | 6          |                        |                        |                        |                        |                        |                        |
|  | Partidul Național Liberal       | 5          |                        |                        |                        |                        |                        |                        |
|  | Alianța pentru Unirea Românilor | 1          |                        |                        |                        |                        |                        |                        |
|  | Cimpoeru Emilian                | 1          |                        |                        |                        |                        |                        |                        |